# 察哈尔民众抗日同盟军
察哈尔民众抗日同盟军，又称察绥抗日同盟军。是指1933年由冯玉祥、吉鸿昌、方振武等中国将领在察哈尔省组织的一支抗日部队。馮玉祥在中國共產黨推動下，吸收的中共人員遠較後來在中國西北地區的張學良底下多:2。

## 建军背景
1932年8月宋哲元被南京国民政府任命为察哈爾省政府主席。1932年10月，冯玉祥由泰山到张家口。当时察哈尔省主席宋哲元是冯玉祥的老部下。中共北方政治保卫局接受冯玉祥的邀请，派张慕陶、吴化之、吴止戈等到张家口，组成“张垣特委"，协助冯玉祥共同发动抗日工作。1933年1月17日，中华苏维埃共和国、中革军委、中国工农红军总司令部发表宣言，宣告在停止进攻革命根据地、保障人民的自由权利、武装人民的前提下，愿和全国任何系统的军队订立抗日作战协定，共同反对日本侵略者。
1933年1月3日，日军侵占山海关，并占据热河省，进攻长城各口，同时派遣伪军刘桂堂7000多人、张海鹏1800人、李守信部6500人共约1万6千多人进占察哈尔北部地区。1933年2月，日军侵犯热河时曾以一部逼近察、热交界地区。1933年3月，军政部长何应钦代理军委会北平分会委员长。仅宋哲元部与日军作战。1933年4月，蒋介石在南昌发表谈话：抗日必先剿共，如共未剿完，谁要抗日，应从严治罪。
1933年4月底，自古北口方向进犯的日军逼近密云，何应钦急调傅作义部至昌平加强北平的防守，察哈尔省东部地区防务空虚，日军乘机于5月11日侵占察东重镇多伦，继而侵占沽源。察哈尔省形势日益危急。
1933年5月，日军越过占领的冀东、平北长城各口，进至三河、宝坻、顺义线，平津危急。中共广泛发动平津的青年学生、晋冀鲁豫的青年和一些主张抗日的部队到张家口参加察哈尔抗日。冯玉祥的旧部吉鸿昌、方振武、高树勋、孙良诚、张凌云、乜玉岭等相继赴张家口参加抗战。从热河退到察哈尔的东北义勇军的冯占海、李忠义、邓文、黄守中、姚景川、富春、战涛等部也集结在冯玉祥的领导下继续抗战。
1933年5月，南京国民政府设立行政院驻北平政务整理委员会，委员长黄郛。
1933年5月下旬，长城抗战失败，冀东沦陷。日本兵临北平、天津城下，仍不罢休。5月22日，关东军参谋长小矶国昭对路透社记者声称：“日军现在密云、唐山线暂停进攻，日军以此进攻为消灭华军攻击长城之大本营，其军事动作目前告一段落……为保卫满洲国西境，日军有进占张家口之必要。”万全县张家口为察哈尔首府。侵华日军在冀东得手后，又把侵略的矛头指向察哈尔省。

## 同盟军构成
在《塘沽协定》签订的前夕，1933年5月24日，冯玉祥召开了各方军事首领的会议，决定以冯玉祥原部下和共产党支持者为主组成察哈尔民众抗日同盟军，共有10万人。并于5月26日举行全省民众御侮救亡大会，一致推举冯玉祥为同盟军总司令，并发出了就任察哈尔民众抗日同盟军总司令的通电。
在全省民众御侮救亡大会上，明确提出了同盟军的政治主张：
外抗暴力，内除汉奸卖国贼，武力收复失地，反对妥协投降，取消苛捐杂税，改善工农士兵生活，释放爱国政治犯，保障人民言论、结社、出版、集会和武装自由，以及实现民主政权，联合世界反帝力量共同奋斗。
开设《抗日战线》日报。通电当日，冯玉祥改组了察哈尔省政府，委任警务处长佟麟阁代理主席。吉鸿昌代理警务处长兼张垣警备司令，张允荣代理财政厅长。
1933年5月31日，何应钦与日本签订了《塘沽协定》。
1933年6月15日，根据抗日的形势和民众的要求，在张家口召开了抗日同盟军第一次军民代表大会。会上通过了抗日同盟军纲领，以及有关军事问题、财政政策、军队政治工作与协助民众运动、军事委员会组织大纲等决议案，选举了抗日同盟军最高权力机关——军事委员会，推举冯玉祥、方振武等11人组成军事委员会常务委员会。冯玉祥任军事委员会主席。到军事委员会成立时，同盟军愿意抗战的部队都给以名义，共有7个军，9个独立师，2个独立旅，所属有12万人，枪10万多枝。其基本力量的组成，包括了东北抗日义勇军、热河抗日民军、察哈尔省自卫军与抗日救国军，以及冯玉祥的旧部等五部分。由于是各武装力量的联合和同盟，基本上保留了原来的组织和编制，也一律由原将领指挥。该军队的组织情况如下：
| 察哈尔抗日同盟军总司令 | 冯玉祥             |
| 总参谋长               | 邱山宁             |
| 总参议                 | 雷季尚             |
| 秘书处处长             | 雷季尚(陈国琛代理) |

- 冯玉祥旧部组成：

1. 第1军，军长佟麟阁兼察哈尔省代主席，辖彭政国第1师、支应遴第2师（西北军官学校改编）和刘克义独立旅。7月25日，第24师富春部、第25师马冠军部也拨归该军节制。
2. 第2军，军长吉鸿昌，辖周义宣骑兵第3师、徐荣华第4师、宣侠父第5师和李廷振第6师。
3. 第6军，于6月30日编成，军长张凌云，辖乜玉岭游击师、胡云山骑兵第2师。
4. 骑兵挺进军，总指挥孙良诚，辖雷中田第1挺进军、高树勋第2挺进军。

- 方振武领导的抗日救国军（5月改称西北抗日同盟军第一路军）。总指挥方振武，参谋长阮玄武/王晶周，参谋处蔡颐，副官处王相臣、叶在铭，政治部吕丹/孟昭习、郭云龙，军需处朱家骥、唐理宏，参议处胡锡畴，秘书处孟芸生，总参议宋湘青。辖：

1. 第1军，军长张人杰，辖宋铁林、杜光明、宋克宾第1、第2、第3师和崔国庆独立旅、谷有祺独立骑兵旅。
2. 第4军，军长米文和（石友三部，在北平被方振武派人联络拉来），辖王中孚教导师（为方振武基本部队）。
3. 第5军，军长阮玄武，无基本部队。冯玉祥调拨汲汉东第16师、许权中第18师（察哈尔民军改编）归属该军指挥。

- 由东北抗日义勇军组成：

1. 第5路军，总指挥邓文（邓文被刺死后，檀自新继任总指挥）。该军系黑龙江抗日义勇军马占山旧部改编而成，辖邓文兼师长的骑兵第10师，檀自新的骑兵第11师，吴松林（后改霍刚）的骑兵第12师和郭凤来、唐忠信的骑兵第21旅、步兵第1旅。

- 由察哈尔省自卫军编成的：

1. 察哈尔的自卫军，军长张砺生。该军由张北、商都、宝昌等县的民团编成，辖张子光、曹汉相、白振宝第1、第2、第3师和王德重、焦朴斋第1、第2支队。独立第13师，师长任平治。

- 由热河抗日民军编成的：

1. 第18军，军长黄守忠，辖于立志第32师、谭世林第33师、阎尚元第34师。骑兵第4师，师长姚景川。

- 由蒙古、绥远地方部队编成的蒙古军：

1. 第1军，军长德穆楚克栋鲁普；第2军，军长卓特巴扎普；自卫军，军长富龄阿。

- 由绥西土匪王英编成的游击第1路也于5月参加了抗日同盟军。山东贯匪刘桂堂曾一度投日，在抗日同盟军成立时，派人向冯玉祥接洽反正，冯玉祥委任其为第6路总指挥。

- 另有：

1. 冯庸（原热河义勇军）为第一军独立旅长
2. 1933年5月，冯占海为第四路军总指挥。冯部2万人四路纵队行进整齐，有较完整的炮兵营、骑兵营、工兵营和辎重营。冯部义勇军当时已被改编为国民革命军第六十三军，受何应钦的胁迫，6月5日即奉命南下，脱离了同盟军。
3. 李忠义（李海青）为十六军军长，
4. 黄守中热河抗日救国军改编为十八军任军长
5. 耿继周为第三十五军军长
6. 乜庭宾为察哈尔抗日同盟军独立第四旅旅长
7. 山西汾阳军校调来的军官和学生编为第二师。汾阳军校的经费是宋哲元、张自忠接济的。从建校开始,宋哲元就将汾阳军校编为他领导的二十九军的第二教导团,按月提供资金。支应遴为师长，政治部主任王沛南。下辖三个团。第一团由尹心田任团长,担任张家口城防警卫;第二团团长贾振中;第三团团长周茂兰。二、三团直接参加了收复康堡、宝康等失地的战斗。
8. 以汾阳军校调去一部分人作为骨干，以平津学生和各地来张的青年编成第五师，以中共党员宣侠父为师长；政治部副主任张曙时。
9. 从汾阳军校和各部队调集骨干组成十八师，以中共党员许权中为师长。政治部主任刘少文。
10. 同盟军干部学校校长张克侠。

二师、五师、十八师是中共特委直接领导的核心力量，二师政治质量好，武器也比较好，有二千多人。五师、十八师是新编成的，每师有七八百人，骨干强，但武器庞杂陈旧，但士气高昂。这三个师的师长和团长除个别人外都是共产党员，营连干部也大部分是中共党员。为加强抗日同盟军的领导，中共河北省委（顺直省委）撤销“特委”，改为前敌委员会(简称前委)，柯庆施任前委书记，前委委员刘少文。6月中旬，河北省委就传达中央指示，要前委进行反日、反蒋、反冯玉祥的群众运动。

## 同盟军的抗日行动
抗日同盟军甫告成立，察东局势日趋恶化。
1933年6月1日，日飞机轰炸独石口，4日敌陷宝昌，5日又侵占康保，张北危急，张垣震动。抗击日本的军事行动已刻不容缓。冯玉祥于6月20日作出部署：派方振武为北路前敌总司令，吉鸿昌为北路前敌总指挥，邓文、李忠义为左、右副总指挥，统帅大军北进，收复察东失地。
1933年6月21日，北路同盟军又编成3个梯队：邓文为左翼第一梯队，从左卫出发；李忠义部为右翼第二梯队，从旧万全出发；周义宣部为第三梯队，从张家口出发。各部分头北上，向日、伪军展开进攻。22日，先头部队迫近康保，经过几个小时的战斗，伪军崔兴五部向东败逃。同盟军进驻康保，康保的李守信伪军大部投降，小部溃逃走。
1933年6月23日，北路军兵分两路向宝昌、沽源挺进：左路军吉鸿昌指挥邓文、张凌云、张砺生自卫军一部向宝昌进攻，右路军李忠义部直趋沽源。30日，两路军分别迫近宝、沽。7月1日，驻宝昌的伪军张海鹏、崔兴五两部被击溃，李守信部和张海鹏部不敌，3000多人被歼灭或者打散，逃到多伦。抗日同盟军占领宝昌。盘踞在沽源的伪军刘桂堂慑于抗日同盟军的凌厉攻势，派人向吉鸿昌接洽，投诚反正。沽源亦被收复。
初战告捷，抗日同盟军士气高涨，斗志旺盛。为了不让敌有喘息的机会，吉鸿昌又率大军乘胜东进，直捣多伦。此时多伦伪军大约有5000多人。
1933年7月4日，吉鸿昌指挥同盟军攻打多伦，方振武率部跟进。日军顾问不允许李守信弃城逃跑，由于当时暴雨连连，加上多伦周围有一些碉堡，经过三昼夜激战，李守信部下伤亡一千多人，士兵纷纷准备逃散或者投降，日本顾问此时也怕李守信本人突然倒戈，就向李守信表示可以立即突围。李守信即和吉鸿昌的代表联系，希望放出一角让他们走。当时抗日同盟军已经攻城3天，伤亡了1600多人，补给也出现问题，为了防止李守信余部3000多人顽抗，同意李撤走。

## 同盟军的解体和抗日讨贼军的组建及失败
收复多伦以后，冯玉祥在大会上说：抗日同盟军收复察东四县，有力地戳穿了不抵抗主义所宣称的，日军不可战胜的谎言。多伦一战，也让一些歧途中的杂牌部队被吸引而来。刘桂堂（即刘黑七）、汤玉麟都派代表与冯玉祥联系。
但是同盟军中的中共军队成分构成与其抗日行动并不符合蒋介石“攘外必先安内”的政策。蒋介石等国民党上层人物十分仇视这支军队，必欲除之而后快。早在抗日同盟军成立伊始，国民政府军事委员会北平分会即下令断绝平绥线上的客车通行。不久，国民党当局派出铁甲车向张家口逼近，并策动阎锡山屯兵于晋察边界；《塘沽协定》签订之后，将冯钦哉、傅作义、庞炳勋部从平东调到察哈尔，向抗日同盟军施加压力；又调徐庭瑶第17军、王敬久第87师到平绥线，形成围攻的态势。
国民政府行政院院长汪精卫于1933年7月18日在庐山发表谈话，称抗日同盟军收复多伦，不是取自日本军队之手，而是取自伪军之手，此等傀儡，何足一击！并且在冯玉祥发出的捷报上批注了两个字“无耻”。同时指责冯玉祥和中共勾结，试图赤化察哈尔搞独立。
同时，因为当时全面抗战尚未爆发，蒋介石认为该军妨害统一政令、破坏国策，更因为同盟军有中共背景，遂令何应钦指挥16个师沿平绥线进攻张家口，并用金钱收买同盟军的动摇分子。1933年7月31日邓文被刺杀。方振武从山西拉来的抗日救国军的张人杰的三个师又二个旅和热河军的五个师随即也投靠中央。而中共方面一开始就有利用同盟军消耗国民政府军的企图，另一方面苏联也不信任、不支持冯玉祥，反而认为冯玉祥是故意要挑拨苏日冲突。苏联拒绝通过外蒙古通过察哈尔给冯玉祥提供军火物资援助，要求冯部把部队交给国民政府中央统一抗日。
1933年7月28日，汪精卫、蒋中正联名发表时局通电，向冯玉祥提出四点最后通谍
1. 清除匪祸，充实国力。
2. 不签订割让或承认条约，逾此限度，不惜牺牲。
3. 需求国际同情与协助，但不纵横捭阖。
4. 察事盼冯玉祥接受四项原则，勿擅立军政名义，勿妨害中央边防计划，勿滥收散军土匪，勿引用共匪头目。

何应钦增调王以哲、黄杰、王敬之等5个师，加上原有的庞炳勋、关麟征、冯钦哉的11个师，共16个师15万人进攻张家口。
在日蒋夹击和同盟军内部混乱的情况下，冯玉祥被迫于8月2日发表声明，表示不愿意内战，希望宋哲元回察主持一切，冯本人进退不成问题，向中央政府示好。8月3日，冯玉祥宣布取消他同盟军司令的头衔，把察哈尔省府张家口让给佟麟阁，迎接宋哲元回察哈尔收复权力。8月5日通电全国解散抗日同盟军，政权交给二十九军军长兼察省主席宋哲元接收。在此期间内，日伪也乘机分路向察省进犯。1933年8月8日，日机轰炸沽源平定堡，南路日军入侵沽源，北路日军向多伦急进。经吉鸿昌率部抵抗，虽暂时阻止住日军，但事态却日益严重。宋哲元到察哈尔的第三天，1933年8月14日冯玉祥离开张家口回泰山隐居。
中国国民党中央委员会随即宣布了抗日同盟军编遣方案：
1. 委阮玄武为商都警备司令。阮各部共编为2个团，富春部编1个团，归其指挥；（1934年，阮玄武任察哈尔整编第一旅中将旅长。1935年阮玄武任陆军独立第三十九旅中将旅长，驻怀来、延庆、康庄等地。1936年，移驻北平北苑。1937年，抗日战争爆发，阮玄武任北平地区防守司令，1937年7月底所部独立第39旅在北平城被日军缴械。）
2. 委张凌云为康保、宝昌警备司令，乜玉岭为副司令，所部编为2个团；
3. 委黄守中为察省游击支队，所部编为2个大队；
4. 委刘桂堂为察东游击司令，所部编为3个团；
5. 孙良诚部编为1个团，暂归张允荣指挥，孙即日通电宋哲元，自解兵权离察；
6. 刘震东部编为1个团；
7. 唐聚五部编为1个团；
8. 张砺生由省府聘为顾问，所部解散归还地方；
9. 檀自新、张人杰、李忠义各部均照军分会规定编制；
10. 姚景川、苏雨生、宋克宾、李子铎各师拟分别编遣；
11. 清乡司令韩青芳部已下令解散；
12. 冯玉祥部军官队4个大队及佟麟阁部独立旅约500余人均已遣散。

另拟方振武令其出洋，但他不愿离开军队。8月12日，宋哲元进驻张家口。8月14日，冯玉祥离开张家口。8月16日，方振武宣布接任察哈尔抗日同盟军总司令。李守信部3000伪军在7日已经逼近多伦，吉鸿昌部15日连夜不战放弃多伦，多伦复被日军攻陷。剩下的五万抗日同盟军也彻底瓦解，主力全部为宋哲元、商震收编。抗日同盟军只剩下吉鸿昌和方振武的二支武装，大约1万5000人。

## 抗日讨贼军的组建及失败
8月24日，中共前委领导的二师、五师、十八师在张北县开了反妥协大会，坚持继续抗日反蒋。正式公开共产党在抗日同盟军中的组织身份，并成立革命军事委员会。常委由柯庆施、吉鸿昌、张慕陶、宣侠父、许权中等7人组成，柯庆施任书记，吉鸿昌任总指挥。同时决定部队西开商都，然后出呼和浩特，再南下蔚县，实现中央意图--在河北省中南部地区建立新苏区。当时不妥协的还有方振武的基本部队王中孚教导师（辖3个团，方的抗日救国军的两个师长鲍刚、张人杰都先后投蒋），以及刘桂堂、汤玉麟等。方、刘、汤主张直接打到北平去，讨伐蒋介石。
此时主力还有二师、五师、十八师、十六师。前委执行河北省委“开展工农群众的反日运动，配合河北省各地工农群众的革命斗争，创造北方的新苏区和红军”的指示。前委把十六师编给五军，师长汲汉东企图投蒋，被军长阮玄武扣押，部队缩编为一个团，随阮玄武接收了宋哲元改编。二师师长支应遴是西北军的老人，跟冯抗日可以，跟共产党干红军就不可能了，结果二师被宋哲元改编。1933年8月26日，吉鸿昌和方振武分道扬镳。吉鸿昌率领3000多人试图去商都同抗日同盟军高树勋会合。但是高树勋已经归附中央，并且连同晋军赵承绶出兵拦截，吉鸿昌先锋部队300人在战斗中投靠中央。吉鸿昌无奈，只得转进独石口与方振武会合，部队又折向东进。到独石口后，8月27日前委就召开了党的会议。宣布开除张慕陶的党籍，理由是张右倾，影响了二师未执行前委的指示来独石口会师，被宋哲元改编了。一起被开除党籍的还有二师的党委书记王霖，一团团长尹心田、二团团长贾振中，三团团长周茂兰，共五人，但当时只宣布了张慕陶一人。在独石口住了几天，中共前委领导十八师为一路，吉鸿昌的五师与教导队为一路，方振武部王中孚教导师为一路，3路分别东进。部队经过热察边境的黑河（赤城县东部的潮白河支流）二、四区东进，“抗日讨贼”，南下攻打由何应钦所率中央军重兵把守的北平，“打到北平过中秋”。沿途村庄稀少，部队吃粮困难，有时只好在地里挖一些白薯和山药蛋充饥。食盐更缺，前边的部队把粮食都吃光了，后面的部队就杀马吃。 
1933年9月10日，吉鸿昌、方振武、刘桂堂等在云州（今赤城北）召开军事会议正式把抗日同盟军整编为抗日讨蒋军。推方振武为总司令，汤玉麟为副总司令，刘桂堂为右路总指挥，吉鸿昌为左路总指挥。并决定从独石口出发进攻密云、怀柔，约定在10月4日攻进北平。会后，抗日讨蒋军向北平挺进，方部右路军在长城线以西沿白河向东南前进，吉部在长城以东经黑河挺进怀柔。两部先后越过长城。9月20日、21日，吉、方两部先后攻进怀柔、密云，部队逼近北平。
平北战役从9月下旬(中秋节前夕)到10月15日，共两个多星期。9月23日到怀柔。9月26日日机4架轰炸。9月27日何应钦派万福麟、商震部堵击。五师、十八师加上方振武、吉鸿昌掌握的部队共计六、七千人，处于何应钦的十几万部队的层层包围之中，10月2日柯庆施离开部队，东北义勇军总指挥战涛在作战中被商震第32军机枪扫射中弹牺牲。中共党员武止戈为吉鸿昌部参谋主任，在北平顺义县被日军飞机炸死。吉鸿昌指挥骑兵、炮兵、步兵联合作战夺取了一三〇师朱鸿勋部据守的小汤山。刘桂堂和汤玉麟都宣布不和吉鸿昌合作。10月15日下午三点多钟，获悉方振武、吉鸿昌已离开部队到商震的司令部，部队交出去被收编；商震派五辆卡车拉着方、吉二人与随行人员南下，何应钦收到蒋介石复电“吉放方办”，立即派遣大批军警在平北拦截抓捕方振武，方单人弃车潜逃天津租界再潜赴香港，车上的秘书长孟芸生、秘书余燮阳等亲信人员全部被捕，受酷刑折磨，孟芸生因1933年3月代表方振武赴保定面见蒋介石的激烈抗日主张而在北平被处决，其他人员1935年底由主政华北的宋哲元释放；北平商会会长冷家骥，奉蒋介石、何应钦之命通知剩下一千来人立即开到清河改编成独立旅，由吉鸿昌的参谋长崔贡琛当旅长。当天晚上何应钦背信把这支抗日同盟军缴械编散。  

## 尾声
1933年底，方振武流亡香港，后在1941年太平洋战争爆发之后日军占领香港，逃出香港入境广东后被陈策奉命指派军统特务于途中杀害。
1934年春，逃亡并隐藏在天津租界的中共党员吉鸿昌，策动参加对中央苏区第五次圍剿戰爭的旧部两个师反蒋，并策划在老家河南发起反蒋暴动，因而于11月9日在天津被租界当局逮捕，引渡给北平军分会。后在北平被國民政府軍事法院“违反国策”罪判处死刑，于1934年11月24日执行枪决。